# غوس بويت
غوس بويت (Gus Poyet) (15 نوفمبر 1967 في مونتفيدو في الأوروغواي – )؛ هو لاعب كرة قدم كان يلعب كلاعب وسط. يلعب مع منتخب الأوروغواي لكرة القدم منذ عام 1993.

## وصلات خارجية
- غوس بويت على موقع الاتحاد الأوربي (الإنجليزية)
- غوس بويت على موقع قاعدة بيانات كرة القدم.إي يو (الإنجليزية)
- غوس بويت على موقع ليكيب (الفرنسية)
- غوس بويت على موقع ناشيونال فوتبول تيمز (الإنجليزية)
- غوس بويت على موقع Soccerbase.com (لاعب) (الإنجليزية)
- غوس بويت على موقع Soccerbase.com (مدرب) (الإنجليزية)
- غوس بويت على موقع Soccerway.com (الإنجليزية)
- غوس بويت على موقع عالم كرة القدم.نت (الإنجليزية)